# Siavonga
Siavonga é uma cidade e um distrito da Zâmbia, localizados na província Sul.